# Lista de filmes portugueses de 1940
Lista de filmes portugueses de longa-metragem lançados comercialmente em Portugal em 1940, nas salas de cinema.
Notas: Na secção coprodução, passando o cursor sobre a bandeira aparecerá o nome do país correspondente.
| # | Filme                     | Realização            | Género         | Estreia     | Coprodução |
| - | ------------------------- | --------------------- | -------------- | ----------- | ---------- |
| 1 | Feitiço do Império        | António Lopes Ribeiro | Drama          | 23 de maio  | —          |
| 2 | João Ratão                | Jorge Brum do Canto   | Drama          | 29 de abril | —          |
| 3 | Pão Nosso                 | Armando de Miranda    | Drama, musical | 12 de junho | —          |
| 4 | A Segunda Viagem Triunfal | Paulo de Brito Aranha | Documentário   | 2 de abril  | —          |